# Ben Barnes
Benjamin Thomas "Ben" Barnes, född 20 augusti 1981 i London, är en brittisk skådespelare och sångare. Han fick sitt genombrott i filmen Berättelsen om Narnia: Prins Caspian där han spelar titelrollen, vilket han upprepade i uppföljaren Kung Caspian och skeppet Gryningen. Hans storfilmsdebut innan det var i Stardust där han spelade Dunstan Thorne som ung. Under 2009 spelade han huvudrollen i en ny filmatisering av Oscar Wildes berättelse om Dorian Gray. I Marvel Cinematic Universe:s kritikerrosade TV-serie The Punisher spelar Barnes antagonisten William "Billy" Russo / Jigsaw. I den Emmybelönade TV-serien Westworld (2016–2022) av HBO medverkade han som karaktären Logan Delos.
Barnes är även sångare och tävlade bland annat med sitt band Hyrise i den brittiska uttagningen till Eurovision Song Contest 2004, där bandet kom på andra plats.

## Filmografi (i urval)
| År        | Titel                                                     | Roll                           | Noteringar             |
| --------- | --------------------------------------------------------- | ------------------------------ | ---------------------- |
| 2006      | Doctors                                                   | Craig Unwin                    | Avsnittet: "Facing Up" |
| 2006      | Split Decision                                            | Chris Wilbur                   | TV-film                |
| 2007      | Bigga Than Ben                                            | Cobakka                        |                        |
| 2007      | Stardust                                                  | Unga Dunstan Thorne            |                        |
| 2008      | Berättelsen om Narnia: Prins Caspian                      | Prins Caspian                  |                        |
| 2008      | Små skandaler                                             | John Whittaker                 |                        |
| 2009      | Dorian Gray                                               | Dorian Gray                    |                        |
| 2010      | Locked In                                                 | Josh                           |                        |
| 2010      | Berättelsen om Narnia: Kung Caspian och skeppet Gryningen | Kung Caspian                   |                        |
| 2011      | Killing Bono                                              | Neil McCormick                 |                        |
| 2012      | The Words                                                 | The Young Man                  |                        |
| 2013      | The Big Wedding                                           | Alejandro Griffin              |                        |
| 2013      | By The Gun                                                | Nick Tortano                   |                        |
| 2015      | Your Right Mind                                           | Ryan                           |                        |
| 2015      | Seventh Son                                               | Tom Ward                       |                        |
| 2016-     | Westworld                                                 | Logan Delos                    | TV-serie               |
| 2017-2019 | The Punisher                                              | William "Billy" Russo / Jigsaw | TV-serie               |
| 2021      | Shadow and Bone                                           | The Darkling                   | TV-serie               |
| 2025      | The Institute                                             | Tim Jamieson                   | TV-serie               |